# Tuškov
Tuškov je malá vesnice, část města Kašperské Hory v okrese Klatovy v Plzeňském kraji. Nachází se asi dva kilometry severozápadně od Kašperských Hor. Je zde evidováno 19 adres. V roce 2011 zde trvale žilo třicet obyvatel.
Tuškov je také název katastrálního území o rozloze 1,94 km.

## Historie
První písemná zmínka o vesnici pochází z roku 1584. Základ vsi tvořilo šest velkých dvorů o rozloze 25–30 ha. V roce 1896 byla v obci otevřena dvoutřídní obecná škola. V obci působil sbor hasičů a vyhlášená byla i místní kapela, jakož i obchod se dřeváky a nejšlemi. Před 2. světovou válkou žilo v 21 domech 125 obyvatel. V okolí jsou k vidění tzv. řopíky, předválečná hraniční opevnění.

## Obyvatelstvo
| Rok            | 1869 | 1880 | 1890 | 1900 | 1910 | 1921 | 1930 | 1950 | 1961 | 1970 | 1980 | 1991 | 2001 | 2011 | 2021 |
| -------------- | ---- | ---- | ---- | ---- | ---- | ---- | ---- | ---- | ---- | ---- | ---- | ---- | ---- | ---- | ---- |
| Počet obyvatel | 105  | 136  | 142  | 137  | 126  | 116  | 124  | 70   | 49   | 56   | 49   | 54   | 38   | 30   | 26   |
| Počet domů     | 13   | 19   | 19   | 21   | 19   | 21   | 21   | 16   | 16   | 12   | 12   | 14   | 15   | 17   | 18   |

## Obecní správa
Při sčítání lidu v letech 1850–1959 Tuškov byl samostatnou obcí v okrese Sušice.
Od roku 1960 je částí města Kašperské Hory v okrese Klatovy. V letech 1850–1949 k obci patřily Kavrlík, Radešov a Žlíbek a v letech 1850–1959 také Opolenec.

## Fotogalerie

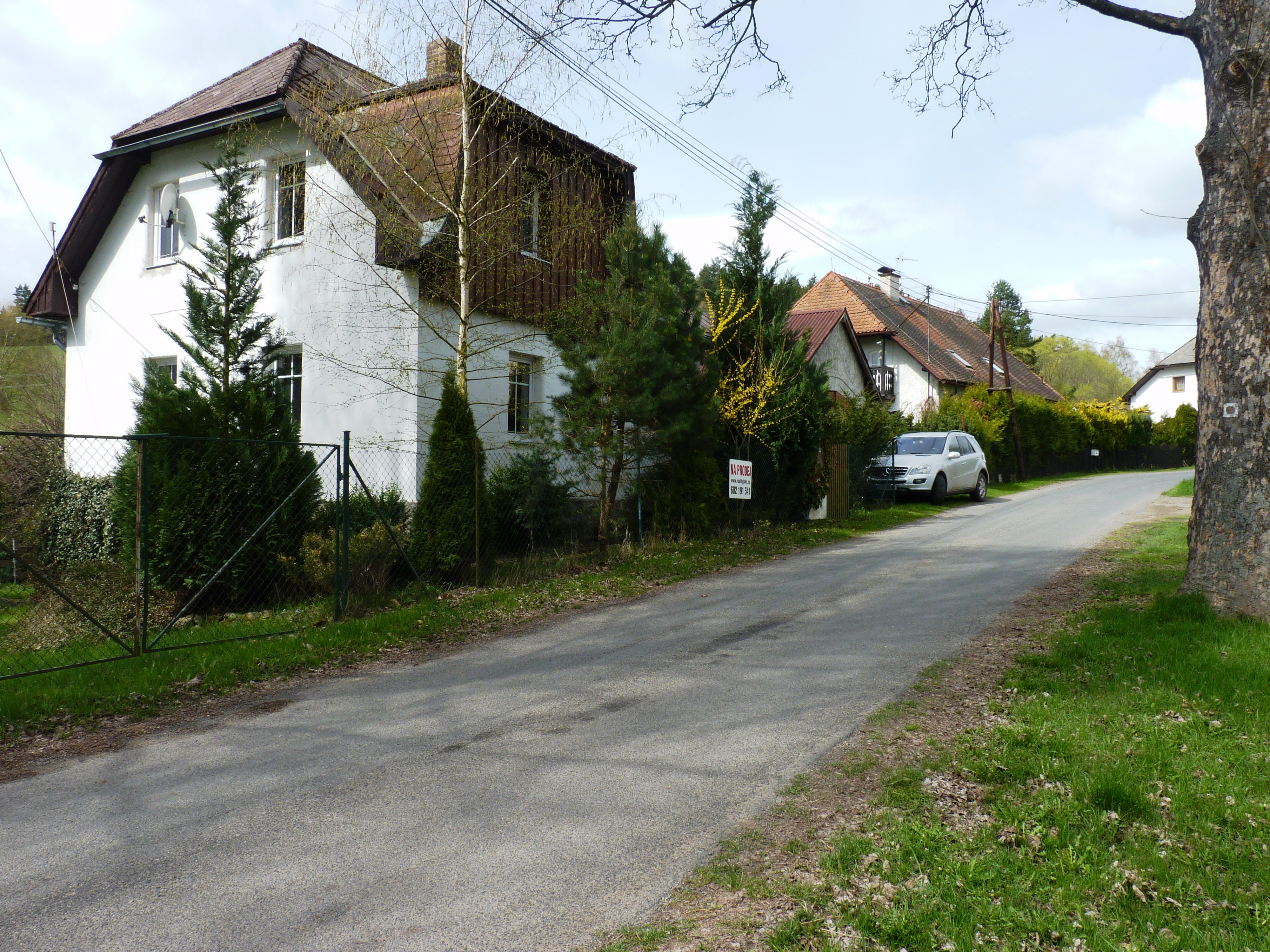
Domy v Tuškově
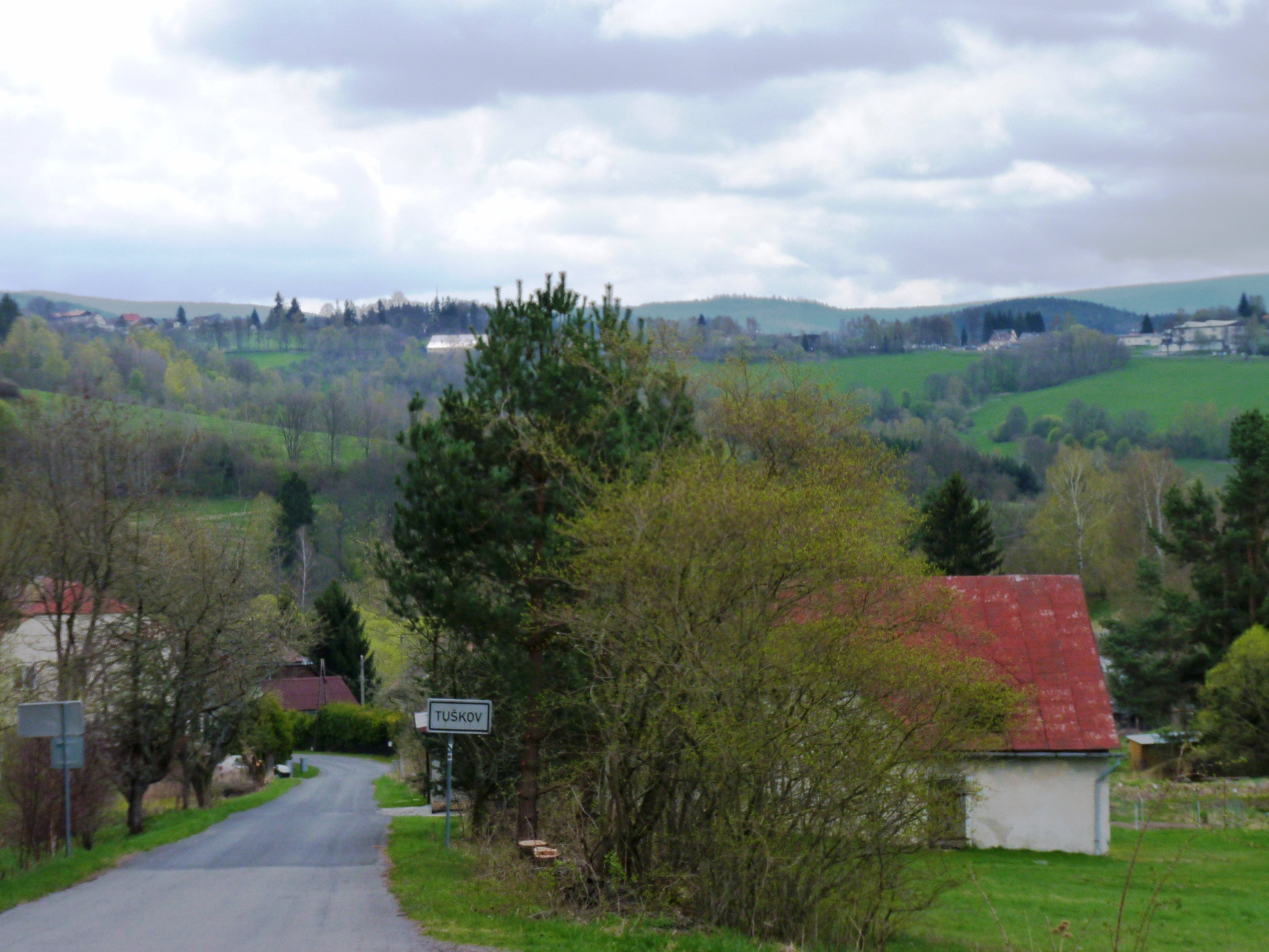
Pohled na ves shora
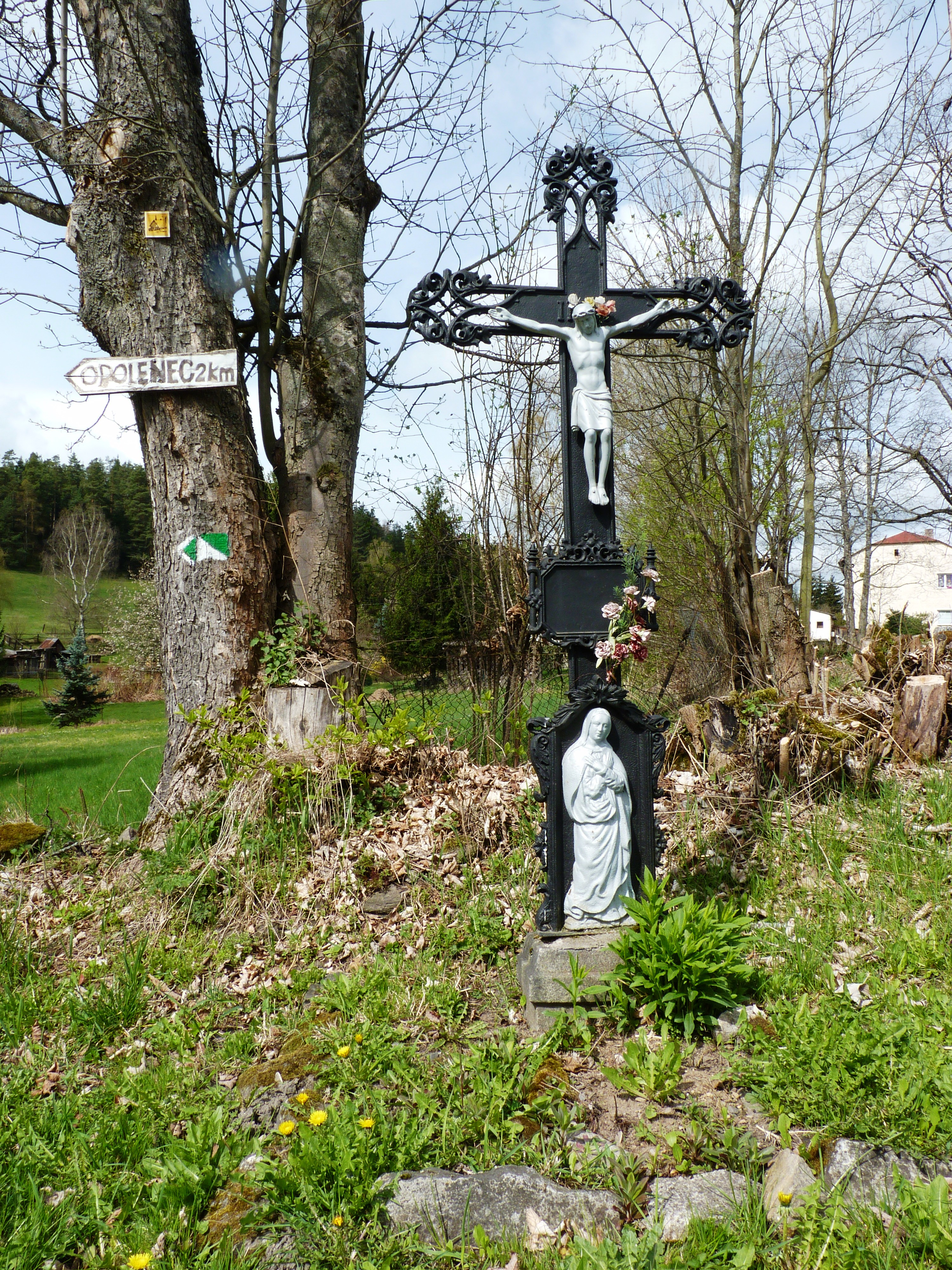
Kříž